# Sister Golden Hair
Sister Golden Hair è un brano musicale del gruppo musicale pop rock America, pubblicato nel 1975 come primo singolo per il loro quinto album, Hearts. Fu scritto dal membro Gerry Beckley e prodotto da George Martin. Si trattò della seconda canzone del gruppo a raggiungere la vetta della Billboard Hot 100, rimanendo al vertice della classifica per una settimana.
Il singolo contiene sul lato B Midnight.

## Storia
Il testo della canzone fu in gran parte ispirato ai lavori di Jackson Browne. Il membro Gerry Beckley commentò a proposito: «[Jackson Browne] ha un talento, una capacità di mettere le parole alla musica, che è molto più simile all'approccio di L.A. all'osservazione genuina, in contrapposizione all'usanza di semplificarla nei suoi essenziali... trovo che Jackson riesca un po' a deprimermi, ma solamente attraverso la sua onestà; e fu quel suo stile che portò a una mia canzone, "Sister Golden Hair", che è probabilmente la parte più L.A. del mio testo... si trattò di una delle prime volte in cui utilizzai il termine 'ain't' in una canzone, ma non stavo facendo alcuno sforzo per farlo. Stavo semplicemente mettendo me stesso in quel modo di pensare e così mi uscì quel tipo di testo». Benché il brano sia un messaggio di un uomo alla sua donna – egli spiega che la ama ancora, pur non essendo ancora pronto al matrimonio – il titolo fu inizialmente ispirato dalle madri dei componenti del gruppo, che avevano tutte una chioma bionda.